# Кепушу-де-Кимпіє
Кепушу-де-Кимпіє (рум. Căpușu de Câmpie) — село у повіті Муреш в Румунії. Входить до складу комуни Іклензел.
Село розташоване на відстані 272 км на північний захід від Бухареста, 19 км на захід від Тиргу-Муреша, 60 км на південний схід від Клуж-Напоки, 140 км на північний захід від Брашова.

## Населення
За даними перепису населення 2002 року у селі проживали 717 осіб.
Національний склад населення села:
| Національність | Кількість осіб | Відсоток |
| -------------- | -------------- | -------- |
| румуни         | 645            | 90,0%    |
| угорці         | 71             | 9,9%     |

Рідною мовою назвали:
| Мова      | Кількість осіб | Відсоток |
| --------- | -------------- | -------- |
| румунська | 651            | 90,8%    |
| угорська  | 66             | 9,2%     |